# Bozel
Bozel (Savoyaards: Bosél) is een gemeente in het Franse departement Savoie (regio Auvergne-Rhône-Alpes). De plaats maakt deel uit van het arrondissement Albertville. Bozel telde op 1 januari 2022 2.024 inwoners.

## Geografie
De oppervlakte van Bozel bedroeg op 1 januari 2022 28,8 vierkante kilometer; de bevolkingsdichtheid was toen 70,3 inwoners per km².

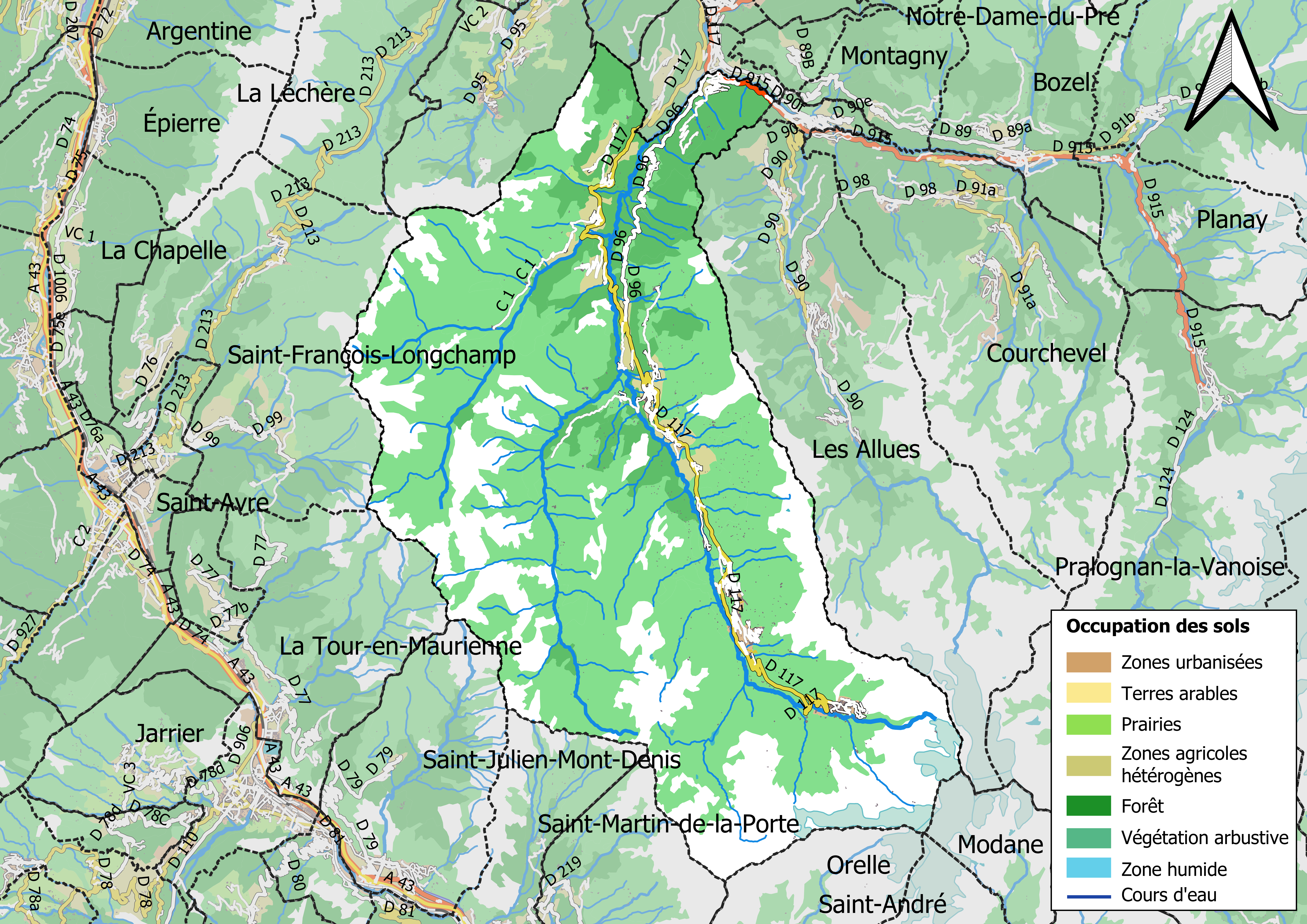
Kaart van de gemeente met de belangrijkste infrastructuur, bodemgebruik en omliggende gemeenten

## Demografie
Onderstaande figuur toont het verloop van het inwonertal (bron: INSEE-tellingen).